# Nègres blancs d'Amérique
Pour les articles homonymes, voir Nègre blanc.
Nègres blancs d'Amérique est un essai de Pierre Vallières publié en 1968 aux Éditions Parti pris.

## Contexte de la rédaction de l'ouvrage
Après la dislocation par les forces policières du réseau felquiste qu’ils viennent de mettre en place, Pierre Vallières, accompagné de Charles Gagnon, se réfugie à New York auprès de groupes de militants des Black Panthers. Les 25 et 26 septembre 1966, ils manifestent devant le siège des Nations unies pour réclamer le statut de prisonniers politiques pour leurs camarades incarcérés à Montréal et faire connaître au monde entier la lutte de libération nationale du peuple québécois.
À la suite de cette manifestation, tous deux sont emprisonnés à Manhattan dans la prison du Tombs.
Après une grève de la faim de 29 jours, c'est dans cette prison où la très grande majorité de la population carcérale était composée de Noirs que Pierre Vallières rédige en deux mois le manuscrit de Nègres blancs d'Amérique. Vallières s'emploie jours et nuits à la rédaction de son ouvrage, avec l'aide d'une multitude de petits crayons à mine de plomb (les stylos sont interdits), et il le fait sortir de prison sous la forme de notes adressées à son avocat, qui les remet à Gérald Godin, alors éditeur pour Parti pris.
Après quatre mois de détention, Vallières et Gagnon sont libérés pour être aussitôt arrêtés par les autorités canadiennes et incarcérés à la prison de Bordeaux. Après une année d’attente, Vallières subit finalement son procès sous l’accusation d’homicide involontaire de Thérèse Morin, secrétaire à l’usine Lagrenade, tuée lors de l’explosion d'une bombe placée par le FLQ. C'est le 14 mars 1968, durant la troisième semaine de son procès, qu'est publié Nègres blancs d'Amérique. L'attitude de Vallières, ses paroles et ses écrits lui valent une condamnation à perpétuité le 5 avril 1968. À la suite d'un nouveau procès, cependant, il sera libéré en mai 1970.

## Description
Cet essai comporte trois parties. La première brosse un portrait rapide de l'histoire des Canadiens français et analyse les rapports sociaux entre la classe ouvrière, la petite bourgeoisie et les élites dirigeantes dans la société québécoise des années 1950 et 1960, encore sous l'emprise économique des conglomérats anglo-américains et incapable de se définir clairement par rapport aux différentes formes de pouvoirs qui s'exerçaient alors. À la seconde partie, autobiographique, s'ajoute une troisième, constituée de propositions d'ordre politique dans une optique marxiste pour améliorer la position du prolétariat québécois.
Pour Vallières, le Québec francophone de l'époque est la patrie d'un peuple encore grandement colonisé que seule une révolution (marxiste) pourra libérer. Ce projet d’un Québec socialiste tire ses références des économistes Paul Alexander Baran, Paul Sweezy et André Gunder Frank de la revue américaine Monthly Review qui avaient, à cette époque, beaucoup d’influence sur la gauche québécoise.

L'expression « Nègres blancs » résulte d'une comparaison que Vallières fait avec la situation des Noirs américains, qui à ses yeux sont toujours considérés comme des esclaves aux États-Unis, et la classe ouvrière et le sous-prolétariat québécois, « esclaves » d'une élite dominante anglo-saxonne : 

« Ne sont-ils pas, depuis l'établissement de la Nouvelle-France, au XVIIe  siècle, les valets des impérialistes, les « nègres blancs d'Amérique » ? N'ont-ils pas, tout comme les Noirs américains, été importés pour servir de main-d'œuvre à bon marché dans le Nouveau Monde ? Ce qui les différencie : uniquement la couleur de la peau et le continent d'origine. Après trois siècles, leur condition est demeurée la même. Ils constituent toujours un réservoir de main-d'œuvre à bon marché que les détenteurs de capitaux ont toute liberté de faire travailler ou de réduire au chômage, au gré de leurs intérêts financiers, qu'ils ont toute liberté de mal payer, de maltraiter et de fouler aux pieds. »

— Pierre Vallières, Nègres blancs d'Amérique
Ce livre sera un temps considéré comme le principal manifeste du mouvement de libération nationale québécois et fera l'objet de plusieurs rééditions chez différents éditeurs (éd. Parti pris, éd. Maspero, éd. Typo).

## Réception et critiques
Sorti en plein procès de Pierre Vallières, le livre bénéficie d'une exposition médiatique importante et devient immédiatement un grand succès. Il s'en vendra plus de 100 000 exemplaires. Le livre est très bien accueilli par les universitaires canadiens et devient très vite un livre de référence, étant étudié dans les collèges et les universités. Il est traduit en anglais, en italien et en allemand, ce qui lui assure une large diffusion et fait de lui pendant longtemps l'essai québécois le plus vendu à l'étranger,.
À sa sortie dans le journal La Presse, Nègres blancs d'Amérique est décrit comme un livre choc, un manifeste jusque-là sans égal au Québec. Dans le New York Times, Christopher Lehmann-Haupt soutient que cet ouvrage va vraisemblablement prendre sa place aux côtés des écrits de Malcolm X, Eldridge Cleaver, Frantz Fanon, Che Guevara et Régis Debray.
Pour les quarante ans de la sortie du livre, Louis Hamelin décrit Nègres blancs d'Amérique comme le meilleur document québécois sur le bouillonnement des années 1960. En 2018, Marc Laurendeau affirme que le livre rend brillamment compte du climat social de l’époque, dénonçant les élites, les bourgeois ainsi que le colonialisme canadien-anglais et celui des États-Unis.

### Saisies policières et poursuites pour sédition dans les années 1960 et 1970
Le 31 octobre 1969, le livre est saisi par la police canadienne ; les appels à la révolte contre le sort fait aux travailleurs pauvres sont considérés par le gouvernement canadien comme des propos séditieux. Le gouvernement canadien attaque le livre directement comme « libelle séditieux », mais l'utilise aussi comme pièce à conviction dans les nombreux procès pour sédition qu'il intente à Vallières. Concernant les accusations portant spécifiquement sur l'ouvrage, aucune date de procès n'est annoncée, et les éditeurs, bien que désireux de profiter de cette publicité, hésitent à continuer à le publier, ne sachant pas s'il est légalement interdit. Les réponses du gouvernement aux questions de Gérald Godin à ce sujet sont très évasives, se bornant à le rediriger vers la lecture des textes de loi. En juin 1971, Le Devoir affirme que le ministère de la Justice envisagerait d'abandonner les poursuites pour sédition, en raison de ses mauvais résultats dans les procès précédents, presque tous perdus. En 1994, une préface de l'ouvrage confirme que les poursuites ont été abandonnées en 1973.

### Métaphore raciale: réception à la parution du livre…
Pierre Vallières n'est pas le premier écrivain à avoir recours aux métaphores raciales pour décrire les Québécois francophones et cette comparaison est assez répandue au cours des années 1960. En 1959, Raoul Roy, fondateur de La Revue socialiste, reproche à la bourgeoisie anglophone de se servir des travailleurs canadiens français comme de « nègres blancs ». Dès 1932, alors qu'il recevait le prix Gandoger de la Société botanique de France, le frère Marie-Victorin avait employé les mêmes termes pour déplorer la subordination des Canadiens français,. En langue anglaise, Norman Mailer avait employé une expression semblable dans le titre de son ouvrage The White Negro: Superficial Reflections on the Hipster (1956).
En 1968, la comparaison entre les Canadiens français et les Noirs des États-Unis effectuée par Vallières est jugée exagérée par certains, comme Elder Thébaud, étudiant haïtien à l'Université McGill et coprésident du comité organisant le Congrès des écrivains noirs, qui déclare en 1968 dans le journal universitaire : « Les Québécois aiment s'appeler les Nègres du Canada, mais — je vous ferais remarquer que de toutes les races humaines, la race noire a été la plus humiliée. Nous devons d'abord organiser les noirs qui ont été divisés par le colonisateur. Cette collaboration entre noirs et blancs opprimés est tout à fait souhaitable, mais je crois que ce n'est pas la tâche du moment. »
Pourtant, au début des années 1960, certains indicateurs comme les revenus, le niveau d'instruction ou l'espérance de vie diffèrent énormément au Québec selon que l'on est anglophone ou francophone, tout comme aux États-Unis, selon que l'on est noir ou blanc. Le poète martiniquais Aimé Césaire, qui définira plus tard la négritude comme n'ayant rien à voir avec la couleur de peau, se dit d'abord surpris par la comparaison effectuée par Vallières, mais déclarera, dans les années 1980, que Vallières avait compris en profondeur la négritude : « j’ai souri de l’exagération, mais je me suis dit : Eh bien, cet auteur, même s’il exagère, a du moins compris la Négritude. »

### … et analyses à partir des années 2000
Plusieurs décennies après la sortie du livre, des universitaires se penchent à leur tour sur cette analogie.
- En 2004, au sein du chapitre Speak White !: Language and Race in the Social Construct of Frenchness in Canada, Josée Makropoulos relève un reniement de la présence historique des communautés antillaises et afro-canadiennes et du racisme à l'intérieur du Québec dans Nègres blanc d'Amérique[14],[15].
- En 2009, dans la revue Liberté, Fernande Roy trouve que la comparaison entre les Canadiens français et les Afro-Américains est odieuse et qu'elle révèle du nombrilisme, de l'ignorance et une totale inconscience de la condition afro-américaine[16].
- En 2014, dans son essai De Groulx à Laferrière : un parcours de la race dans la littérature québécoise, Corrie Scott estime que Nègres blancs d'Amérique n'est qu'« une comédie destinée à simuler et à dépeindre les caractéristiques et les mœurs d'une certaine masculinité prolétaire, québécoise et blanche qui s'entiche d'un masculin noir imaginé » et un « récit qui se prend affreusement au sérieux »[17]. Corrie Scott regrette que Vallières sursimplifie, dans ses descriptions, les mouvements politiques et culturels afro-américains[18] en ne se concentrant que sur les aspects violents du mouvement militant afro-américain, glorifiant Malcolm X et traitant Martin Luther King de prostitué[19]. Elle relève également l'absence d'une remise en cause du racisme interne au Québec et une inquiétude plus exacerbée pour les victimes blanches du racisme que les victimes noires. Enfin, Corrie Scott critique l'oxymore « nègre blanc » qui, selon elle, ne sert qu'à accentuer la blanchité québécoise, et à insister sur le fait que les Franco-Québécois méritent un meilleur traitement parce qu'ils sont blancs. D'ailleurs, elle ajoute que Pierre Vallières exploite le stéréotype du « nègre dangereux » hyperviril prêt à une guerre civile pour appeler les hommes franco-québécois à se venger, selon elle, de leur émasculation[20].
- À la suite de l'essai de Corrie Scott, Jean-François Plamondon écrit, dans la revue Studi Francesi, que la théorie de l'accentuation de la blancheur québécoise exposée par Corrie Scott est le fruit d'une habile manipulation rhétorique car le texte de Vallières ne vise en aucun cas à prôner la supériorité de la race blanche, mais à annihiler l’esclavage dans le monde impérialiste américain. Selon Jean-François Plamondon, c’est en solidarité avec la lutte des Noirs que Vallières utilise une catégorie raciale pour parler de la condition des Québécois[21].

- En 2015, dans son essai Nègres noirs, Nègres blancs : Race, sexe et politique dans les années 1960, David Austin affirme que Nègres blancs d'Amérique révèle comment on peut s'approprier les identités des Noirs et comment, historiquement, on les a utilisés en niant leurs expériences singulières[22]. David Austin affirme que Nègres blancs d'Amérique invisibilise la population noire de Montréal[23] et ignore son histoire et l'oppression qu'elle subit[24],[25].
- À la suite de l'essai de David Austin, Jean-Philippe Warren écrit, dans la revue Bulletin d'histoire politique, que le terme « nègres blancs » peut s'appliquer avec d’importantes nuances aux Québécois francophones de 1968. Leurs revenus les plaçaient aux plus bas échelons de la « pyramide verticale » canadienne et leur révolte les rapprochait des militants qui, de l’Alabama au Congo en passant par Haïti, cherchaient à abattre le racisme et le capitalisme[26].
- En 2016, dans l'essai Une place au soleil, Sean Mills expose que Nègres blancs d'Amérique a eu comme conséquence une minimisation de « la longue histoire de diversité dans la province », la marginalisation de l'histoire des personnes noires et autochtones au Québec et l'invisibilisation de la réalité des minorités raciales. Il rappelle qu'au XXe siècle, beaucoup d'Afro-Montréalais travaillaient comme porteurs dans les voitures-lits et que des Afro-Montréalaises étaient également domestiques[27].
- Pour sa part, en 2020, Pierre Fortin affirme, dans Le Devoir, que Pierre Vallières avait bien conscience que l’histoire des peuples canadiens français et noirs américains est totalement différente. Il rappelle que sur le plan salarial, cependant, la métaphore correspondait à l’exacte vérité; la Commission Laurendeau-Dunton avait estimé qu'en 1960, au Québec, le revenu d’emploi moyen des hommes francophones unilingues équivalait à 51 % de celui des hommes d’origine britannique unilingues. À la même date, aux États-Unis, le revenu d’emploi moyen des hommes noirs équivalait à 56 % de celui des hommes blancs[28].

## Polémiques autour de la prononciation du titre du livre (années 2020)
Lors des années 2020, Nègres blancs d'Amérique réapparaît dans l'actualité québécoise et canadienne quand certains professeurs ou journalistes se voient reprocher d'avoir prononcé le terme « nègre » en citant le titre de l'ouvrage, dans le cadre de leur cours ou de leur travail,.
À la rentrée 2020, un lanceur d’alerte anonyme — relayé officiellement par Jean-François Roberge, ministre de l’Éducation — dénonce une forme de censure, toute référence au livre étant mise à l’écart dans certaines écoles anglaises à Montréal.
En 2021, l'animatrice Wendy Mesley de CBC News est sanctionnée après qu'une enquête interne qui révèle qu'elle a utilisé « un langage offensant à deux reprises lors de réunions de rédaction ». Elle avait prononcé le titre du livre devant des collègues.
Le 29 juin 2022, le Conseil de la radiodiffusion et des télécommunications canadiennes rend une décision qui interdit à Radio-Canada de prononcer le titre de l'ouvrage sans inclure une mise en garde chaque fois que le sujet est discuté, ce qui est rapidement dénoncé par des journalistes provenant d'autres médias comme étant une forme de censure. Ces journalistes d'autres médias craignent que la décision du CRTC ne finisse par s'appliquer à eux.
La vice-présidente de la radiodiffusion Caroline J. Simard rédige une opinion dissidente dans laquelle elle indique que « La jurisprudence récente indique clairement que cette liberté [la liberté d'expression] prime sur l’offense personnelle et le préjudice émotionnel. Dans l’affaire récente de Ward c. Québec (Commission des droits de la personne et des droits de la jeunesse) […], la liberté d’expression a été estimée prioritaire par rapport à la sauvegarde de la dignité ». La Cour d'appel fédérale annule la décision du CRTC dans une décision rendue le 8 juin 2023 .
Selon La Presse, à l'intérieur de CBC/Radio-Canada, il existerait de vives tensions à ce sujet : alors que le secteur anglais (CBC) se prononce dans son ensemble en faveur d'une non-prononciation du titre en ondes (utilisation de « bips » pour empêcher d'entendre les voix des animateurs qui prononcent le mot ou floutage de la couverture du livre), le secteur français (Radio-Canada) est lui-même divisé entre des employés qui revendiquent la possibilité de contester la décision du CRTC et une direction qui privilégie que de grandes précautions soient prises à chaque fois que le titre du livre est prononcé, en admettant cependant qu'il peut être pertinent de faire usage du mot de façon exceptionnelle. Selon le journaliste Alain Saulnier, les tensions ont pour toile de fond la volonté de la haute direction d'avoir une politique éditoriale commune à l'ensemble du réseau et de mettre de côté l'indépendance éditoriale traditionnelle du réseau français, voire de réduire son financement en fonction du poids démographique du Québec.
Lors du premier débat des chefs québécois de 2022, le chef du Parti québécois a demandé au chef de Québec solidaire de prononcer le titre du livre à la télévision lors du débat pour se laver de tout soupçon de « wokisme » et ce dernier s'est exécuté, ce qui n'a pas manqué d'émouvoir certaines personnes au motif que la cheffe du Parti libéral du Québec participait au débat et qu'elle est une femme noire.
Cette controverse interpelle un certain nombre de journalistes et intellectuels publics québécois noirs à prendre la parole dans l'espace public. À l'image des attitudes variées des autres Québécois, plusieurs positions sont exprimées et il n'y a pas d'unanimité, mais l'accent est souvent mis sur les souffrances vécues. Certains ne sont pas offensés et plaident en faveur du droit de prononcer le titre du livre; pour d'autres comme Dany Laferrière, il faut changer notre attitude face à ce mot pour déstabiliser et désarmer le racisme, certains comme la journaliste Émilie Nicolas jugent que le mot est l'équivalent d'une arme et qu'entre les mauvaises mains, il inflige des douleurs aux personnes qui l'entendent. Pour le professeur de droit Amissi Manirabona, il ne faut pas appliquer le principe de liberté académique de façon aveugle, il estime que pour reconnaître la dignité humaine, on ne doit pas prononcer le mot, il ne faut pas être aveugle à la dignité humaine, compte tenu que les victimes souffrent. Pour l'humoriste Normand Brathwaite, l'utilisation du «mot en n» n’est pas problématique s’il est bien contextualisé; ce qui est problématique, c'est qu'il est souvent précédé d'un sacre québécois; il se dit par ailleurs choqué par le traitement réservé à la professeure Verushka Lieutenant-Duval,. La journaliste et ancienne gouverneure générale Michaëlle Jean reconnaît que le mot nègre peut dans certains cas avoir une charge d'humanisme, mais elle rappelle « l’exaspération de tous ceux et celles qui en font les frais quand, dans sa charge haineuse, le mot porteur de la violence historique d’un racisme toujours récurrent nous est craché au visage » Pour Régine Laurent, infirmière québécoise d'origine haïtienne connue pour avoir présidé la Commission Laurent, il importe de respecter les œuvres et elle déplore qu'« on ne peut plus parler aujourd’hui dans les universités du livre de Pierre Vallières, Nègres blancs d’Amérique ».

## Influences
- Nègres blanc d'Amérique est une influence importante pour Michèle Lalonde lorsqu'elle écrit le poème Speak White en 1968[3].
- Selon Michel Lapierre, la négritude blanche définie par Vallières contribue, en 1969, à forger la solidarité que des militants blancs témoignent aux étudiants noirs lors de l'occupation du centre d’informatique de l’Université Sir-George-Williams[50].